# Ruth Elfriede Hildner
Ruth Elfriede Hildner (* 1. November 1919 in Nürnberg; † 2. Mai 1947 in Písek) war eine deutsche SS-Aufseherin in verschiedenen KZ-Außenlagern. Sie wurde 1947 wegen Kriegsverbrechen von einem tschechoslowakischen Gericht verurteilt und hingerichtet.

## Leben
Hildner war Arbeiterin in Nürnberg und Mutter eines unehelichen Sohnes, der Anfang der 1940er Jahre geboren wurde; der Vater war unbekannt. Sie vertraute ihr Kind ihrer Mutter an und meldete sich im Juli 1944 freiwillig für eine Ausbildung als SS-Aufseherin im KZ Ravensbrück; im September wurde sie in das KZ Dachau versetzt. Nach einem Einsatz beim KZ-Außenlager München (Agfa Kamerawerke) des KZ Dachau wurde Hildner in die Außenlager Hennigsdorf und Haselhorst des KZ Sachsenhausen und Wittenberge des KZ Neuengamme und im Dezember 1944 in das Frauen-Außenlager Helmbrechts des KZ Flossenbürg versetzt.
Das Lager Helmbrechts wurde am 13. April 1945 vor den heranrückenden US-amerikanischen Truppen geräumt und die Inhaftierten zu einem Todesmarsch nach Zwodau (Svatava), einem Außenlager des KZ Flossenbürg, gezwungen. Während des Marsches bewachte Hildner die Gefangenen zusammen mit anderen mit Stöcken bewaffneten Frauen des SS-Gefolges; die SS-Aufseher hatten Gewehre. Während des Marsches selektierte Hildner die nicht mehr gehfähigen Frauen, die anschließend erschossen wurden; zwei Gefangene beerdigte sie noch lebend in einem Wald in der Nähe von Kvilda. Während des gesamten Todesmarsches starben etwa 130 Frauen, 50 Frauen wurden vom Wachpersonal ermordet.
Nach der Einnahme des Gebietes durch US-Truppen floh Hildner Anfang Mai 1945 und mischte sich zusammen mit anderen SS-Aufseherinnen unter die Flüchtenden. Am 30. Mai wurde sie erkannt, in ein Internierungslager nach Weiden gebracht und 1947 an die Tschechoslowakei ausgeliefert. Am 2. Mai 1947 wurde Hildner vor einem Außerordentlichen Volksgericht in Písek angeklagt, der begangenen Kriegsverbrechen für schuldig befunden und noch am gleichen Tag hingerichtet.